# Walter Haubrich

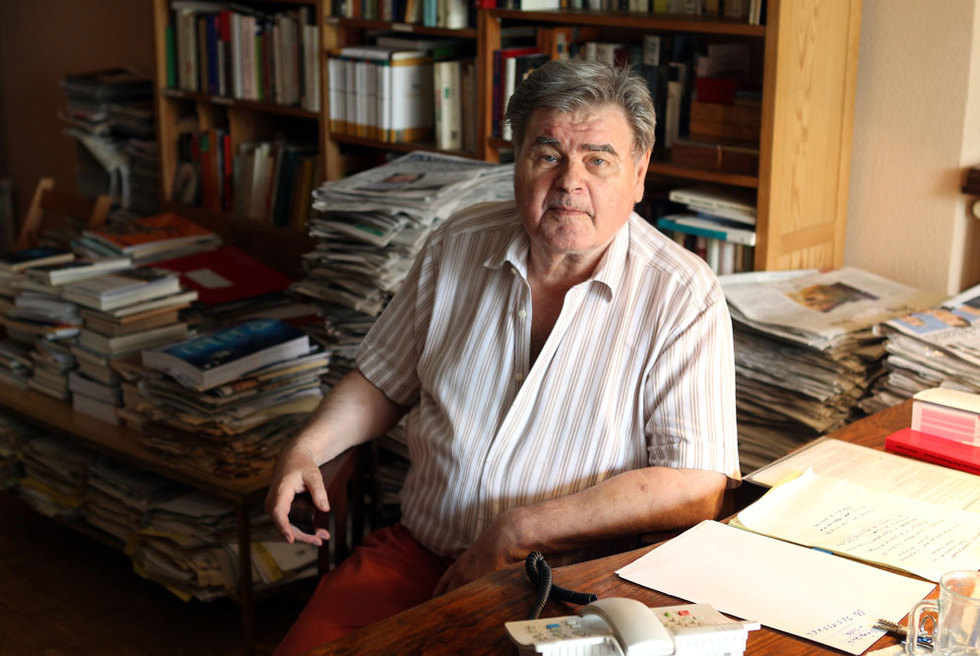
Walter Haubrich (2012)

Walter Haubrich (* 25. August 1935 in Sessenhausen; † 6. April 2015 in Madrid) war ein deutscher Journalist.

## Leben
Walter Haubrich studierte von 1955 bis 1961 an den Universitäten von Frankfurt am Main, Dijon (Frankreich) sowie Madrid und Salamanca (Spanien) die Fächer Romanische Philologie und Deutsche Literatur. Er legte das Staatsexamen für die Fächer Deutsch, Französisch und Spanisch an der Universität Mainz ab. Als vom Deutschen Akademischen Austauschdienst (DAAD) geförderter Lektor unterrichtete er dann an den Universitäten Santiago de Compostela und Valladolid Deutsche Sprache und Literatur.
1968 kam er in die politische Redaktion der Frankfurter Allgemeinen Zeitung. Von 1969 bis zu seinem offiziellen Ruhestand 2002 war er Korrespondent der Zeitung mit Sitz in Madrid. Er berichtete vorwiegend aus Spanien und Portugal sowie gelegentlich aus Lateinamerika und dem Maghreb.
Indem er der in der Illegalität operierenden Opposition gegen die Franco-Diktatur trotz behördlicher Widerstände zu wertvoller internationaler Medienaufmerksamkeit verhalf, spielte Haubrich gemeinsam mit wenigen anderen ausländischen Journalisten eine herausgehobene Rolle im Übergang zur Demokratie in Spanien. Wenige Tage vor Beginn seiner journalistischen Tätigkeit in Spanien hatte die Regierung dort den Ausnahmezustand verhängt – Haubrich erhielt kurz nach seiner Ankunft von der Geheimpolizei die erste Androhung einer Ausweisung, der viele weitere Einschüchterungsversuche folgten. Er genoss das Vertrauen sowohl der gegen die Diktatur arbeitenden Politiker als auch spanischer Journalisten, die ihm häufig Informationen zukommen ließen, die sie selbst aufgrund geltender Zensurregeln nicht veröffentlichen konnten.
Er unternahm regelmäßige Reisen und längere Aufenthalte zur Berichterstattung aus Süd-, Mittelamerika und Mexiko. Dabei verfasste er rund 7500 Artikel und wurde zu einem der wichtigsten Auslandskorrespondenten in Madrid. Von 1973 bis 1980 war er Vorsitzender des Internationalen Presseclubs in Spanien sowie von 1974 bis 1975 Vorsitzender des Verbandes der in Spanien akkreditierten ausländischen Pressekorrespondenten (Asociación de Corresponsales de Prensa Extranjera, ACPE). Haubrich schrieb ab 2002 außerdem für die Frankfurter Allgemeine Sonntagszeitung und die Mallorca Zeitung und nahm an Gesprächsrunden im spanischen Hörfunk und Fernsehen teil.
Er wurde von den Herausgebern Helmut Schmidt und Richard von Weizsäcker mit dem 2009 erschienenen Band über Spanien in der Buchreihe Die Deutschen und ihre Nachbarn betraut. An einer von „hunderten Freunden und Weggefährten“ besuchten Ehrung zu seinem 75. Geburtstag im Goethe-Institut in Madrid nahmen 2010 unter anderem der ehemalige spanische Premierminister Felipe González und der ehemalige Präsident des Europäischen Parlaments Enrique Barón teil.
Haubrich wirkte in mehreren Spielfilmen als Schauspieler mit, darunter im 1985 produzierten spanischen Kinofilm Los paraísos perdidos des Regisseurs Basilio Martín Patino.
Haubrichs Sohn Miguel Haubrich Seco ist Politikwissenschaftler und Mitarbeiter der Leibniz-Gemeinschaft in Berlin.

## Auszeichnungen
- Augsburger Universitätspreis für Spanien-, Portugal- und Lateinamerikastudien 1986,
- Premio Francisco Cerecedo 2001 der spanischen Landesgruppe des Europäischen Journalistenverbands (AEJ), überreicht durch den damaligen Kronprinzen Felipe[3]
- Internationaler Journalistenpreis des Internationalen Presseclubs in Spanien (Club Internacional de Prensa, CIP) 2007 als bester Korrespondent.[13]
- Internationaler Journalistenpreis des CIP 2010 als bester ausländischer Korrespondent in Spanien
- Medalla de Isabel la Católica
- Orden del Cóndor de los Andes
- Bundesverdienstkreuz 1. Klasse (5. Mai 1994)[14]
- Encomienda del Mérito Civil

## Publikationen
- Francos Erben. Spaniens Weg in die Gegenwart. (Zusammen mit Carsten R. Moser). Kiepenheuer & Witsch, Köln 1976.
- Andalusien. Bucher, München 1983.
- Madrid-Toledo. Bucher, München 1987.
- Juan Carlos I. von Spanien. Rede vom 23. Februar 1981. Europäische Verlagsanstalt, Hamburg 1992.
- Städte Lateinamerikas. (zusammen mit Eva Karnofsky), Insel Verlag, Frankfurt am Main 1994.
- Spaniens schwieriger Weg in die Freiheit. Fünf Bände. Frey, Berlin 1995–2006.
- Spanien. In der Reihe Die Deutschen und ihre Nachbarn. Herausgegeben von Helmut Schmidt und Richard von Weizsäcker. C. H. Beck, München 2009, ISBN 978-3-40657-845-8.